# Ballentritt
Ein Ballentritt ist – wie der Kronentritt – eine Verletzung am Vorderhuf, die sich ein Pferd durch einen Tritt des Hinterhufs derselben Seite selbst zufügt.
Ballentritte können leicht in schwierigem, rutschigem Gelände auftreten, aber vermehrt auch bei zu großer Müdigkeit und dadurch bedingter Unachtsamkeit des Pferdes. Einige Pferde haben auch aufgrund ihres Bewegungsablaufs ein höheres Risiko von Ballentritten. Zum Schutz vor Ballentritten können so genannte Springglocken am Pferdehuf angebracht werden.